# XII Korpus Wielkiej Armii
XII Korpus Wielkiej Armii – jeden z korpusów Wielkiej Armii I Cesarstwa Francuskiego.

## Skład w sierpniu 1813

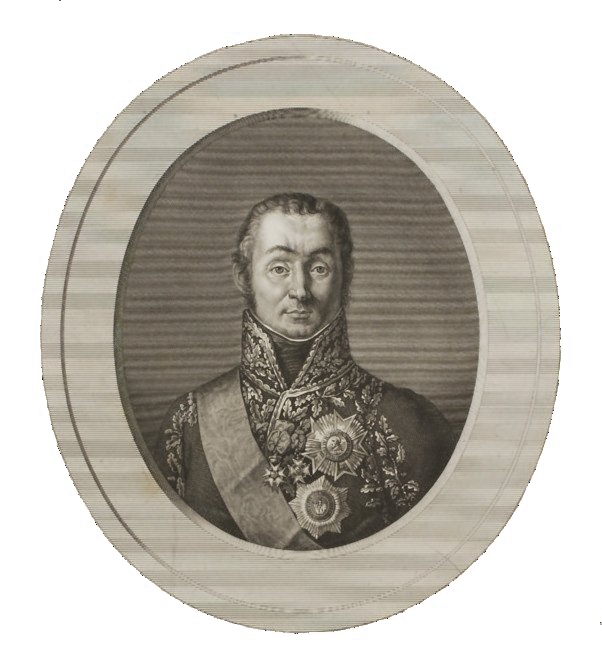
Marsz. Nicolas Charles Oudinot, dowódca XII Korpusu Wielkiej Armii
w 1813

Kwatera główna XII Korpusu mieściła się w Lübbenau (obecnie pn. Lübbenau/Spreewald), na pograniczu Saksonii i Brandenburgii.
- dowódca - marszałek Nicolas Charles Oudinot, książę Reggio (1767–1847)
- 13 Dywizja - gen. dyw. Michel Marie Pacthod (1764–1816)
- 14 Dywizja - gen. Armand Charles Guilleminot (1774–1840)
- 29 Dywizja bawarska - gen. dyw. C. Raglowicz
- Dywizja Lekkiej Kawalerii - gen. dyw. Marc Antoine de Beaumont (1763–1830)